# Златка большая
Златка большая [тополёвая чёрная] (Capnodis miliaris) — вид жуков-златок из подсемейства Chrysochroinae.

## Описание
Длина тела 30—40 мм. Переднеспинка с несколькими крупными и многочисленными мелкими тёмными блестящими рельефными пятнами. Вершины надкрылий широкие, слегка оттянутые.
Надкрылья с углубленными рядами точек, плоские междурядья кажутся приподнятыми. Окраска тела чёрная или фиолетово-черные, часто с бронзовым отливом, особенно на нижней стороне тела. Надкрылья могут быть с маленькими сливающимися белыми пятнами. Усики короткие, едва достигают половины переднегруди.

## Подвиды
- Capnodis miliaris miliaris (Klug, 1829)
- Capnodis miliaris metallica Ballion, 1871

## Биология
В зависимости от участка ареала жуки встречаются с мая по июль. Жуки питаются на протяжении всего вегетационного периода корой на молодых ветках и побегах, обгрызая также черешки и листья деревьев.

## Жизненный цикл
Яйца откладываются самкой по одному или по группами несколько штук. Личинка бело-кремового цвета с маленькой головой чёрного цвета, безногая, слепая. Грудная часть утолщенная. К окончанию своего развития достигает длины до 95 мм. Личинки развиваются в древесине видов семейства Ивовые. Поражает деревья любого возраста, включая черенки и саженцы. Личинки живут в основном в корнях, а и иногда в стволе кормовых деревьев. Зимует личинка.

## Охрана
На территории Казахстана подвид Capnodis miliaris metallica включён в Красную книгу как «редкий вид». Причиной сокращения численности на территории страны является недостаток подходящих деревьев для заселения. Охраняется в Национальном природном парке «Алтын-Эмель».